# Малый Омелич
Малый Омелич (Малый Амелич) — река в России, протекает по Томской области. Устье реки находится в 146 км по левому берегу реки Омелич. Длина реки составляет 51 км, площадь водосборного бассейна 336 км². Притоки — Верхняя, Горелый, Берёзовый, Холодный.

## Данные водного реестра
По данным государственного водного реестра России относится к Верхнеобскому бассейновому округу, водохозяйственный участок реки — Обь от впадения реки Кеть до впадения реки Васюган, речной подбассейн реки — Кеть. Речной бассейн реки — (Верхняя) Обь до впадения Иртыша.
Код объекта в государственном водном реестре — 13010700112115200029284.